# Storia di una caduta
Storia di una caduta (Geschichte eines Untergangs) è un racconto storico dello scrittore austriaco Stefan Zweig pubblicato per la prima volta in lingua tedesca nel 1912.

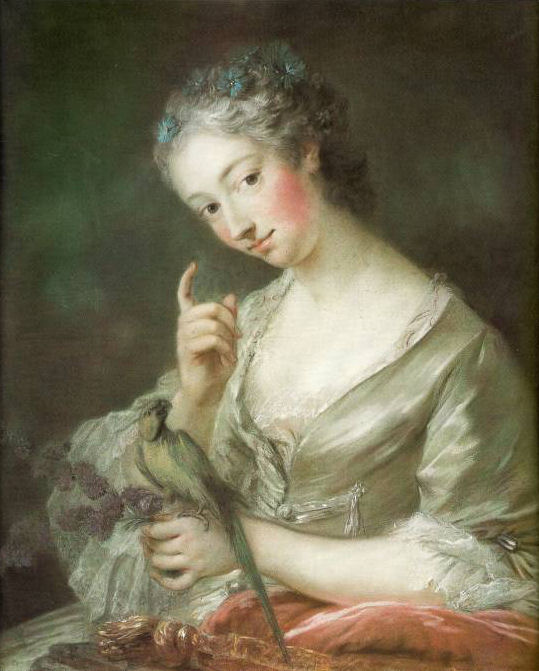
Ritratto di Giovanna Agnese Berthelot de Pléneufs, sposata come Madame de Prie, dipinto da Jean-Baptiste van Loo

## Trama
Storia di una caduta è la vicenda romanzata di Madame de Prie, dama di corte e amante del Primo Ministro di Luigi XV, il duca Luigi-Enrico di Borbone-Condé, protettrice di artisti e letterati. Figlia del ricco finanziere francese Étienne Berthelot de Pléneuf, fermier général delle polveri e del salnitro. La sua influenza sul Borbone fu tale, che dal 1723 al 1726 fu lei di fatto la reggente del Governo di Francia. Venne allontanata da Corte, a causa delle manovre fallite per costringere all'esilio il rivale del duca di Borbone, il vescovo (e poi cardinale dal 1726) André-Hercule de Fleury. Quando questi divenne Primo Ministro, nel 1726, Madame de Prie fu confinata nel castello di Courbépine, dove morì un anno dopo. Aveva ventinove anni.

### I primi giorni a Courbépine
La vita di campagna e la spensieratezza del suo carattere fecero sì che i primi giorni di esilio trascorressero in giochi campestri e pazze corse per i boschi della tenuta del castello. Madame de Prie, potente amante del Borbone, abituata a fare e disfare i destini di uomini e donne che si avvicendavano a corte, era tornata una ragazzina incosciente che seguiva i contadini nei lavori e "Sedeva sul carretto con le gambe a penzoloni". (Zweig, pg. 17)

### Un rustico amante
Presto però la noia e la solitudine, la mancanza di emozioni e la consapevolezza di non essere più nemmeno ricordata a Parigi, la fanno cadere in una cupa depressione. Il castello le sembra vuoto e inospitale "Durante il giorno le ombre si nascondevano dietro gli oggetti, per uscire la sera, minacciose". (Zweig, pg. 26)
L'unico trastullo che le capita tra le mani è uno zerbinotto presentatole dal curato. Un ragazzone di quasi due metri, impacciato e avido, che lei lusinga con la promessa di portarlo a Parigi. Ma presto si stanca anche di questo. Quello che veramente le manca è la bellezza, la seduzione, il continuo avvicendarsi dei postulanti che, a Parigi, si rivolgevano a lei per implorarla e minacciarla. In una parola, il potere. "Madame de Prie sorrise tra sé con amarezza: lei onnipotente a Corte, lei che non riusciva ora nemmeno a ottenere una risposta a una delle sue lettere, a una delle sue preghiere!".(Zweig, pg. 28)
Il giovanotto però non accetta di essere scaricato senza tanti complimenti. Ancora meno con le ingiurie e i sarcasmi che lei gli rivolge. E quindi la riempie di botte, la lascia tramortita nella stanza buia in cui un po' di luce si riflette solo nello specchio scuro. Madame de Prie si rialza e - una candela in mano - si avvicina allo specchio dove vede muoversi un fantasma "fatto di cenere". È lei, il suo volto pallido, le occhiaie cascanti, i lividi sulla faccia. Era invecchiata improvvisamente di quindici anni e, ad ogni passo che faceva verso lo specchio, si vedeva sempre più vecchia.

### Una tragica risoluzione
In questa angoscia profonda la trovano semisvenuta i servitori, che chiamano un medico e la mettono a letto. Qui Madame de Prie matura un tragico proposito: si ucciderà in modo clamoroso. La sua morte farà scalpore a Parigi, di lei si dirà come delle antiche regine, che un mistero circonda la sua scomparsa. La decisione ha un effetto corroborante: prende di nuovo in mano la propria vita, organizza feste, ricevimenti sempre più sfarzosi, amici e conoscenti tornano da lei, più per curiosità che per affetto, e sembrano riportarla ai bei giorni di Corte. Annuncia a tutti la sua morte, in modo teatrale: sarà il 7 ottobre. Nessuno le crede e le feste si succedono sempre più sfrenate.

### L'ultima messa in scena
All'ultima più splendida festa c'è grande attesa per le novità annunciate. È una festa a tema orientale, come va di moda a Corte in quel periodo. Ci sono camerieri travestiti da turchi, con braghe larghe e grandi turbanti, uccelli esotici dai colori sgargianti a ogni finestra. Nell'immenso tendone al centro del parco, è stato allestito un teatro. Madame de Prie interpreta la parte della regina tradita e, nel finale, si uccide con il veleno. L'applaudono per la sincerità e la passione che ha messo della recita ma, per lei, tutta la vita è stata un palcoscenico e l'ultimo atto non è che una prova di quello che intende fare domani. "Finalmente per un'ora, si era sentita viva, di nuovo come a Parigi! come a Corte!". Ma, una volta che i cavalli sono usciti dal cortile e l'ultima carrozza si allontana nella polvere 
: “Infine la sera arrivò, ma com'era triste in quel luogo! Nient'altro che il farsi buio, lo scomparire di ogni cosa, l'oscurarsi della luce. Mentre a Parigi segnava il tanto atteso prologo dei divertimenti, qui non era che un mero epilogo. E lasciava solo fluire la notte, mentre laggiù accendeva le candele bordate d'oro nei saloni reali, rendeva scintillante l'aria fra gli sguardi, infiammava il cuore, lo scaldava, gli infondeva ebbrezza e vita. Qui invece accresceva soltanto l'angoscia”. (Zweig, pg. 67)
In preda alla più crudele disperazione fa richiamare il suo amante contadino e, per una notte, lo illude ancora, promettendogli un posto da segretario a Parigi per un Lord inesistente. Al mattino lui si rivela più ordinario di sempre: pretende la lettera di presentazione e svelto, la lascia con le sue angosce. È il fatidico 7 ottobre: il giorno in cui Madame de Prie ha profetizzato la propria fine. Prende un'ampolla di vetro verde, spessa e decorata da spaventosi dragoni cinesi, ne versa il contenuto in una coppetta e lo beve. Sente salire alle labbra un sorriso appagato. Se ne andrà con un ultimo gesto spettacolare. A Corte, quando arriva la notizia della morte della de Prie, un illusionista italiano sta facendo uscire colombe dal cappello e - passato il primo sconcerto e chetatosi il mormorio di sorpresa - la festa riprende. Nessuno ricorda più la povera dama caduta. "La storia non tollera gli intrusi, sceglie essa stessa i propri eroi e respinge spietata coloro che non ha chiamato" (Zweig, pg. 70)

## Edizioni
- Stefan Zweig, Storia di una caduta, traduzione di Ada Vigliani, Piccola biblioteca 608, Edizioni Adelphi, 2010,  p. 126.